# Campeonato Mundial de Natação em Piscina Curta de 2018 - 50 m peito masculino
A prova dos 50 metros nado peito masculino do Campeonato Mundial de Natação em Piscina Curta de 2018 foi disputado entre os dias 15 e 16 de dezembro de 2018, no Hangzhou Sports Park Stadium, em Hangzhou, na China. 

## Recordes
Antes desta competição, os recordes mundiais e do campeonato nesta prova eram os seguintes:
|                       | Nome                  | Nacionalidade | Tempo | Local  | Data                   |
| --------------------- | --------------------- | ------------- | ----- | ------ | ---------------------- |
| Recorde mundial       | Cameron van der Burgh | África do Sul | 25.25 | Berlim | 14 de novembro de 2009 |
| Recorde do campeonato | Felipe França Silva   | Brasil        | 25.63 | Doha   | 7 de dezembro de 2014  |

Os seguintes recordes mundiais ou do campeonato foram estabelecidos durante esta competição: 
| Data           | Evento | Nome                  | Nacionalidade | Tempo | Notas                 |
| -------------- | ------ | --------------------- | ------------- | ----- | --------------------- |
| 16 de dezembro | Final  | Cameron van der Burgh | África do Sul | 25.41 | Recorde do campeonato |

## Medalhistas
| Ouro                        | Prata                  | Bronze            |
| Cameron van der Burgh (RSA) | Ilya Shymanovich (BLR) | Felipe Lima (BRA) |

## Resultados

### Eliminatórias
As eliminatórias ocorreram dia 15 de dezembro com um total de 83 nadadores. 
| Colocação | Bateria | Raia | Nadador                 | Nacionalidade                   | Tempo | Notas |
| --------- | ------- | ---- | ----------------------- | ------------------------------- | ----- | ----- |
| 1         | 8       | 5    | Ilya Shymanovich        | Bielorrússia                    | 25.97 | Q     |
| 2         | 7       | 4    | Felipe Lima             | Brasil                          | 26.09 | Q     |
| 3         | 7       | 3    | João Gomes Júnior       | Brasil                          | 26.11 | Q     |
| 4         | 7       | 7    | Johannes Skagius        | Suécia                          | 26.17 | Q     |
| 5         | 9       | 6    | Huseyin Sakci           | Turquia                         | 26.18 | Q     |
| 6         | 9       | 1    | Cameron van der Burgh   | África do Sul                   | 26.20 | Q     |
| 6         | 9       | 4    | Fabio Scozzoli          | Itália                          | 26.20 | Q     |
| 8         | 8       | 4    | Kirill Prigoda          | Rússia                          | 26.25 | Q     |
| 9         | 9       | 5    | Oleg Kostin             | Rússia                          | 26.30 | Q     |
| 10        | 7       | 5    | Fabian Schwingenschlögl | Alemanha                        | 26.32 | Q     |
| 11        | 7       | 6    | Nicolò Martinenghi      | Itália                          | 26.34 | Q     |
| 12        | 8       | 2    | Yan Zibei               | China                           | 26.42 | Q     |
| 12        | 9       | 3    | Yasuhiro Koseki         | Japão                           | 26.42 | Q     |
| 14        | 8       | 1    | Masaki Niiyama          | Japão                           | 26.45 | Q     |
| 15        | 7       | 2    | Ties Elzerman           | Países Baixos                   | 26.56 | Q     |
| 16        | 9       | 2    | Wang Lizhuo             | China                           | 26.57 | Q     |
| 17        | 7       | 9    | Andrew Wilson           | Estados Unidos                  | 26.58 |       |
| 18        | 8       | 3    | Michael Andre           | Estados Unidos                  | 26.62 |       |
| 19        | 7       | 1    | Andrei Tuomola          | Finlândia                       | 26.66 |       |
| 20        | 9       | 7    | Arno Kamminga           | Países Baixos                   | 26.70 |       |
| 21        | 6       | 4    | Anton Sveinn McKee      | Islândia                        | 26.74 |       |
| 21        | 8       | 6    | Renato Prono            | Paraguai                        | 26.74 |       |
| 23        | 7       | 8    | Grayson Bell            | Austrália                       | 26.75 |       |
| 24        | 9       | 0    | Bernhard Reitshammer    | Áustria                         | 26.85 |       |
| 25        | 6       | 5    | Wu Chun-feng            | Taipé Chinesa                   | 26.88 |       |
| 26        | 8       | 8    | Marek Botík             | Eslováquia                      | 26.93 |       |
| 27        | 5       | 4    | Youssef El-Kamash       | Egito                           | 26.97 |       |
| 28        | 7       | 0    | Christopher Rothbauer   | Áustria                         | 27.04 |       |
| 29        | 8       | 9    | Nikola Obrovac          | Croácia                         | 27.06 |       |
| 30        | 8       | 0    | Brad Tandy              | África do Sul                   | 27.10 |       |
| 31        | 9       | 9    | Martin Allikvee         | Estónia                         | 27.21 |       |
| 32        | 8       | 7    | Giedrius Titenis        | Lituânia                        | 27.23 |       |
| 33        | 6       | 8    | Édgar Crespo            | Panamá                          | 27.27 |       |
| 34        | 6       | 6    | Azad Al-Barzi           | Síria                           | 27.28 |       |
| 34        | 6       | 7    | Thibaut Capitaine       | França                          | 27.28 |       |
| 36        | 6       | 2    | Jolann Bovey            | Suíça                           | 27.31 |       |
| 37        | 5       | 5    | Carlos Claverie         | Venezuela                       | 27.37 |       |
| 38        | 9       | 8    | Ari-Pekka Liukkonen     | Finlândia                       | 27.38 |       |
| 39        | 6       | 1    | Darragh Greene          | Irlanda                         | 27.43 |       |
| 40        | 3       | 0    | Kirill Vais             | Quirguistão                     | 27.50 |       |
| 41        | 6       | 0    | Carlos Mahecha          | Colômbia                        | 27.55 |       |
| 42        | 6       | 9    | Martin Melconian        | Uruguai                         | 27.60 |       |
| 43        | 6       | 3    | Dávid Horváth           | Hungria                         | 27.71 |       |
| 44        | 4       | 2    | Santiago Cavanagh       | Bolívia                         | 27.96 |       |
| 45        | 3       | 7    | Benjamin Schulte        | Guam                            | 28.05 |       |
| 46        | 5       | 2    | Ludovico Corsini        | Moçambique                      | 28.12 |       |
| 47        | 5       | 6    | Serginni Marten         | Curaçau                         | 28.25 |       |
| 48        | 5       | 8    | Sebastien Kouma         | Mali                            | 28.37 |       |
| 49        | 2       | 1    | Zandanbal Gunsennorov   | Mongólia                        | 28.49 |       |
| 50        | 5       | 7    | Epeli Rabua             | Fiji                            | 28.61 |       |
| 51        | 5       | 3    | Malcolm Richardson      | Ilhas Cook                      | 28.63 |       |
| 52        | 5       | 9    | Samuele Rossi           | Seicheles                       | 28.67 |       |
| 53        | 2       | 7    | Amini Fonua             | Tonga                           | 28.73 |       |
| 54        | 5       | 0    | Ronan Wantenaar         | Namíbia                         | 28.75 |       |
| 55        | 4       | 1    | Tasi Limtiaco           | Estados Federados da Micronésia | 28.89 |       |
| 56        | 5       | 1    | Michael Stafrace        | Malta                           | 29.14 |       |
| 57        | 4       | 3    | Brandon Cheong          | Aruba                           | 29.34 |       |
| 58        | 4       | 6    | Patrick Pelegrina Cuén  | Andorra                         | 29.35 |       |
| 59        | 4       | 4    | Mario Ervedosa          | Angola                          | 29.38 |       |
| 60        | 4       | 7    | Muis Ahmad              | Bahrein                         | 29.65 |       |
| 61        | 4       | 5    | Alexandros Axiotis      | Zâmbia                          | 29.66 |       |
| 62        | 3       | 9    | Kitso Matija            | Botswana                        | 30.21 |       |
| 63        | 2       | 4    | Daniel Scott            | Guiana                          | 30.57 |       |
| 64        | 4       | 8    | Alejandro Panting       | Honduras                        | 30.63 |       |
| 65        | 3       | 6    | Abdulmalik Ben Musa     | Líbia                           | 31.30 |       |
| 66        | 3       | 8    | Slava Sihanouvong       | Laos                            | 31.51 |       |
| 67        | 2       | 9    | Luke Haywood            | Turcas e Caicos                 | 31.62 |       |
| 68        | 2       | 3    | Shuvam Shrestha         | Nepal                           | 32.02 |       |
| 69        | 4       | 9    | Yaya Yeressa            | Guiné                           | 33.12 |       |
| 70        | 4       | 0    | Clayment Lafiara        | Ilhas Salomão                   | 33.37 |       |
| 71        | 1       | 5    | Alassane Seydou Lancina | Níger                           | 34.29 |       |
| 72        | 3       | 2    | Hamid Rahimi            | Afeganistão                     | 35.29 |       |
| 73        | 3       | 4    | Gildas Koumondji        | Benim                           | 35.96 |       |
| 74        | 2       | 6    | Abdelmalik Muktar       | Etiópia                         | 36.02 |       |
| 75        | 3       | 3    | Hollingsword Wolul      | Vanuatu                         | 36.39 |       |
| 76        | 2       | 8    | Alie Kamara             | Serra Leoa                      | 36.76 |       |
| 77        | 2       | 5    | Darshan Koffi           | Togo                            | 37.99 |       |
| 78        | 1       | 4    | Ebenezer Osabutey       | Gana                            | 38.18 |       |
| 79        | 1       | 3    | Mamadi Jarju            | Gâmbia                          | 39.51 |       |
| 80        | 2       | 0    | Houssein Gaber Ibrahim  | Djibuti                         | 39.83 |       |
| 81        | 2       | 2    | Tindwende Sawadogo      | Burquina Fasso                  | DNS   |       |
| 81        | 3       | 1    | Amini Harindimana       | Ruanda                          | DNS   |       |
| 83        | 3       | 5    | Phillip Kinono          | Ilhas Marshall                  | DSQ   |       |

### Semifinal
A semifinal ocorreu dia 15 de dezembro. 
Semifinal 1
| Colocação | Raia | Nadador                 | Nacionalidade | Tempo | Notas |
| --------- | ---- | ----------------------- | ------------- | ----- | ----- |
| 1         | 3    | Cameron van der Burgh   | África do Sul | 25.76 | Q     |
| 2         | 2    | Fabian Schwingenschlögl | Alemanha      | 25.87 | Q     |
| 3         | 6    | Kirill Prigoda          | Rússia        | 25.95 | Q     |
| 4         | 4    | Felipe Lima             | Brasil        | 26.01 | Q     |
| 5         | 5    | Johannes Skagius        | Suécia        | 26.18 |       |
| 6         | 8    | Wang Lizhuo             | China         | 26.20 |       |
| 7         | 7    | Yan Zibei               | China         | 26.22 |       |
| 8         | 1    | Masaki Niiyama          | Japão         | 26.27 |       |

Semifinal 2
| Colocação | Raia | Nadador            | Nacionalidade | Tempo | Notas |
| --------- | ---- | ------------------ | ------------- | ----- | ----- |
| 1         | 5    | João Gomes Júnior  | Brasil        | 25.94 | Q     |
| 2         | 4    | Ilya Shymanovich   | Bielorrússia  | 25.95 | Q     |
| 3         | 3    | Huseyin Sakci      | Turquia       | 25.97 | Q     |
| 4         | 2    | Oleg Kostin        | Rússia        | 26.00 | Q     |
| 5         | 7    | Nicolo Martinenghi | Itália        | 26.03 |       |
| 6         | 6    | Fabio Scozzoli     | Itália        | 26.04 |       |
| 7         | 8    | Ties Elzerman      | Países Baixos | 26.40 |       |
| 8         | 1    | Yasuhiro Koseki    | Japão         | 26.70 |       |

### Final
A final foi realizada em 16 de dezembro. 
| Colocação         | Raia | Nadador                 | Nacionalidade | Tempo | Notas                 |
| ----------------- | ---- | ----------------------- | ------------- | ----- | --------------------- |
| Medalha de ouro   | 4    | Cameron van der Burgh   | África do Sul | 25.41 | Recorde do campeonato |
| Medalha de prata  | 2    | Ilya Shymanovich        | Bielorrússia  | 25.77 | Recorde nacional      |
| Medalha de bronze | 8    | Felipe Lima             | Brasil        | 25.80 |                       |
| 4                 | 6    | Kirill Prigoda          | Rússia        | 25.83 |                       |
| 5                 | 7    | Huseyin Sakci           | Turquia       | 25.89 |                       |
| 6                 | 3    | João Gomes Júnior       | Brasil        | 26.02 |                       |
| 7                 | 5    | Fabian Schwingenschlögl | Alemanha      | 26.12 |                       |
| 8                 | 1    | Oleg Kostin             | Rússia        | 26.18 |                       |

Legenda
| Recorde mundial       | Recorde mundial (World record)               |                       | Recorde africano                      | Recorde africano (African) |                                           | Q | Classificado por posição (Qualified) |
| Recorde do campeonato | Recorde do campeonato (Championship record)  | Recorde da América    | Recorde da América (Americas)         | q                          | Classificado por melhor tempo (Qualified) |   |                                      |
| Melhor marca do ano   | Melhor marca do ano (World leading)          | Recorde asiático      | Recorde asiático (Asian)              | DNS                        | Não largou (Did not start)                |   |                                      |
| Recorde nacional      | Recorde nacional (National record)           | Recorde europeu       | Recorde europeu (European)            | DNF                        | Não terminou (Did not finish)             |   |                                      |
| Recorde pessoal       | Recorde pessoal do atleta (Personal best)    | Recorde da Oceania    | Recorde da Oceania (Oceania)          | DSQ / DQ                   | Desclassificado (Disqualified)            |   |                                      |
| Recorde da temporada  | Recorde da temporada do atleta (Season best) | Recorde sul-americano | Recorde sul-americano (South America) | NM                         | Sem marca (No mark)                       |   |                                      |